# Белоусов, Иван Васильевич
Иван Васильевич Белоусов (1917, село Рай-Александровка, Мариупольский уезд, Екатеринославская губерния — неизвестно, Часов Яр, Бахмутский район, Донецкая область) — машинист экскаватора Часов-Ярского рудоуправления треста «Огнеупорнеруд» Сталинского совнархоза, Украинская ССР. Герой Социалистического Труда (1958).

## Биография
Родился в 1917 году в крестьянской семье в селе Рай-Александровка Бахмутского района. С раннего возраста трудился в сельском хозяйстве. В 1938 году призван на срочную службу в Красную Армию, которую проходил на Черноморском флоте. Во время Великой Отечественной войны воевал старшим рулевым на подводной лодке «Щ-215» 2-го дивизиона подводных лодок Черноморского флота. Участвовал в 14 боевых походах, во время которых было потоплено 6 кораблей противника. С 1942 года член ВКП(б). За отвагу и мужество во время службы награждён двумя орденами и пятью медалями.
После демобилизации в 1948 году возвратился на родину и трудился машинистом экскаватора Часов-Ярского рудоуправления «Огнеупорнеруд» Сталинского совнархоза. Добывал карьерным способом формовочный песок, который использовался для изготовления форм при литье металла. В течение нескольких лет каждую смену грузил сверх нормы от 400 до 800 тонн песка. За первое полугодие 1958 года добыл вместе с напарником 150397 тонн песка, что составило около 75 % от всего объёма за прошедший 1957 год.
Указом Президиума Верховного Совета СССР от 19 июля 1958 года удостоен звания Героя Социалистического Труда за «выдающиеся успехи, достигнутые в деле развития чёрной металлургии» с вручением ордена Ленина и золотой медали «Серп и Молот» (№ 9289).
Этим же указом званием Героя Социалистического Труда был награждён экскаваторщик треста «Огнеупорнеруд» Владимир Сергеевич Енютин.
После выхода на пенсию проживал в городе Часов-Яр Артёмовского горсовета. С 1977 года — персональный пенсионер союзного значения. Дата смерти не установлена.
Награды
- Герой Социалистического Труда
- Орден Ленина
- Орден Отечественной войны 1 степени (13.08.1945)
- Орден Красной Звезды (18.05.1944)
- Медаль «За отвагу» (21.11.1943)
- Медаль «За боевые заслуги» — дважды (21.07.1943; 20.06.1949)
- Медаль «За оборону Севастополя» (22.12.1942)
- Медаль «За оборону Кавказа» (01.05.1944)